# Zekelita endoleuca
Zekelita endoleuca är en fjärilsart som beskrevs av George Francis Hampson 1916. Zekelita endoleuca ingår i släktet Zekelita och familjen nattflyn. Inga underarter finns listade i Catalogue of Life.